# Jamal Musiala
Jamal Musiala (Stuttgart, 26. veljače 2003.) njemačko-engleski je nogometaš koji igra na poziciji napadačkog veznog. Trenutačno igra za Bayern München i Njemačku.

## Klupska karijera

### Rana karijera
Musiala je rođen u njemačkom gradu Stuttgartu. Njegov otac je pripadnik nigerijskog naroda Joruba, a majka Njemica poljskih korijena. Musiala je živio u njemačkom gradu Fulda sve do svoje sedme godine kada se s obitelji preselio u Englesku. Tijekom svoje omladinske karijere igrao je za TSV Lehnerz, Southampton, Chelsea i Bayern München.

### Bayern München
Kao šesnaestogodišnjak prešao je u srpnju 2019. iz Chelseaja u Bayern München. Za Bayern München II, Bayernovu drugu momčad koja se natječe u 3. Ligi, debitirao je 3. lipnja 2020. i to protiv kluba Preußen Münster koji je poražen 3:2. Sedamnaest dana kasnije debitirao je za prvu momčad u utakmici Bundeslige u kojoj je Freiburg izgubio 3:1. Tada je imao 17 godina i 115 dana te je postao najmlađi igrač u povijesti Bayerna koji je igrao u Bundesligi. Dana 18. rujna 2020. postigao je svoj prvi klupski pogodak i to u ligaškoj utakmici u kojoj je Schalke poražen s visokih 8:0. Tada je Musiala imao 17 godina i 205 dana te je postao najmlađi strijelac u klupskoj povijesti. Do tada je rekord držao Roque Santa Cruz koji je imao 18 godina i 12 dana kada je postavio rekord. Musiala je u UEFA Ligi prvaka debitirao 3. studena kada je Red Bull Salzburg poražen 2:6. Svoj prvi pogodak u tom natjecanju postigao je 23. veljače 2021. kada je Lazio izgubio 1:4 od Bayerna. Musiala je tada postao najmlađi engleski i njemački strijelac u povijesti UEFA Lige prvaka. Imajući 17 godina i 363 dana, Musiala je oborio rekord Samuela Kuffoura za najmlađeg strijelca Bayerna u nekom europskom natjecanju. Dana 27. svibnja 2023. postigao je odlučujući pogodak za pobjedu nad Kölnom s kojim je Bayern igrao 1:2. Tom pobjedom Bayern je osvojio svoj 11. ligaški naslov u nizu. S 12 postignutih golova, bio je drugi najbolji klupski strijelac u Bundesligi, iza Sergea Gnabryja. U sezoni 2023./24. ostvario je 13 pogodaka, uključujući 10 ligaških. Bio je drugi najbolji klupski strijelac te sezone, nakon Harryja Kanea. Musiala je svoj prvi hat-trick u karijeri postigao 30. listopada 2024. u utakmici DFB-Pokala u kojoj je Mainz eliminiran s 0:4.

## Reprezentativna karijera
Musiala je nastupao za omladinske selekcije Njemačke i Engleske.
Za A selekciju Njemačke debitirao je 25. ožujka 2021. kada je Njemačka pobijedila Island 3:0. Dana 19. svibnja imenovan je članom njemačke momčadi za odgođeno Europsko prvenstvo 2020.  Na tom natjecanju debitirao je 23. lipnja i to protiv Mađarske s kojom je Njemačka igrala 2:2. Musiala je tada imao 18 godina i 117 dana te je time postao najmlađi njemački nogometaš u povijesti koji je zaigrao na nekom velikom natjecanju. Svoj prvi gol za reprezentaciju postigao je 11. listopada 2021. u utakmici protiv Sjeverne Makedonije koja je završila 0:4. Svoj debi na Svjetskom prvenstvu ostvario je 10. studenog 2022. u dobi od 19 godina i 270 dana protiv Japana od kojeg je Njemačka izgubila 1:2. Zaigravši u prvoj postavi, postao je prvi njemački tinejdžer koji je zaigrao na nekom izdanju Svjetskog prvenstva od 1958. (Karl-Heinz Schnellinger, Leopold Neumer i Edmund Conen bila su prva tri tinejdžera). Youssoufa Moukoko ušao je u 90. minuti tog susreta te je pritom postao najmlađi igrač Njemačke na nekom Svjetskom prvenstvu, a Musiala peti. Musiala je bio strijelac te je proglašen igračem utakmice uvodne utakmice Europskog prvenstva 2024. u kojoj je Škotska izgubila 5:1 od domaćina prvenstva. Tim pogotkom postao je drugi najmlađi strijelac Njemačke na nekom Europskom prvenstvu (najmlađi je tada bio Florian Wirtz koji je bio 67 dana mlađi). Musiala je s tri postignuta pogodaka bio najbolji strijelac natjecanja uz još trojicu igrača.

## Priznanja

### Individualna
- Član najbolje momčadi svijeta do 20 godina prema izboru IFFHS-a: 2021.,[30] 2022.,[31] 2023.[32]
- Mladi igrač mjeseca Bundeslige: travanj 2021.[33]
- Gol mjeseca Bundeslige: ožujak 2024.,[34] studeni 2024., veljača 2025.[35]
- Član momčadi sezone Bundeslige: 2022./23.,[36] 2023./24.[37]
- Član kickerove momčadi sezone Bundeslige: 2021./22.,[38] 2022./23.[39]
- Član VDV-ove momčadi sezone Bundeslige: 2022./23.,[40] 2023./24.[41]
- Igrač godine njemačke nogometne reprezentacije: 2022.,[42] 2024.[43]
- Najbolji strijelac Europskog prvenstva: 2024. (uz još pet igrača)[44]
- Član momčadi natjecanja Europskog prvenstva: 2024.[45]

### Klupska
Bayern München II
- 3. Liga: 2019./20.

Bayern München
- Bundesliga: 2019./20.,[46] 2020./21.,[47] 2021./22.,[48] 2022./23.,[49] 2024./25.[50]
- DFL-Supercup: 2020.,[51] 2021.,[52] 2022.[53]
- UEFA Superkup: 2020.[54]
- FIFA Svjetsko klupsko prvenstvo: 2020.[55]

## Vanjske poveznice
- Profil, Bayern München
- Profil, Njemački nogometni savez